# 波諾 (阿肯色州)
波諾（英語：Bono）是一個位於美國阿肯色州克雷格黑德縣的城市。

## 地理
波諾的座標為35°54′38″N 90°47′48″W / 35.91056°N 90.79667°W，而該地的平均海拔高度為79米（即259英尺）。

## 人口
根據2020年美國人口普查的數據，波諾的面積為6.90平方千米，皆為陸地。當地共有人口2409人，而人口密度為每平方千米349人。